# Seguros Bolivar Open Medellin 2006
Il Seguros Bolivar Open Medellin 2006 è stato un torneo di tennis facente parte della categoria ATP Challenger Series nell'ambito dell'ATP Challenger Series 2006. Il torneo si è giocato a Medellín in Colombia dal 9 al 15 ottobre 2006 su campi in terra rossa.

## Vincitori

### Singolare
Chris Guccione ha battuto in finale  Santiago Giraldo con il punteggio di 7–6(4), 7–6(4)

### Doppio
André Ghem /  Marcelo Melo hanno battuto in finale  Pablo Cuevas /  Horacio Zeballos per walkover